# Anthidiellum scutellatum
Anthidiellum scutellatum är en biart som beskrevs av Wu 2004. Anthidiellum scutellatum ingår i släktet Anthidiellum och familjen buksamlarbin. Inga underarter finns listade i Catalogue of Life.